# Xã Belmont, Quận Warren, Iowa
Xã Belmont (tiếng Anh: Belmont Township) là một xã thuộc quận Warren, tiểu bang Iowa, Hoa Kỳ. Năm 2010, dân số của xã này là 957 người.